# Muziekcafé Helmond
Muziekcafé Helmond is een zaal voor pop- en rockconcerten in de Nederlandse stad Helmond en is gelegen aan de Zuid Koninginnewal in het stadscentrum.
De Nederlandsche Cacaofabriek en Muziekcafé Helmond vormen samen de twee muziekpodia in deze Brabantse gemeente. Theater 't Speelhuis en Annatheater richten zich meer op andere culturele uitingen.

## Beschrijving
Muziekcafé bevat een bar en een podium. Op dat podium treden wekelijks bands op, voornamelijk genres als hardrock, rock, metal, maar ook rockabilly en blues, en andere muziekstijlen vinden er een podium. Naast deze concerten worden er ook thematische avonden gehouden waarin specifieke genres aanbod komen, zoals electro Swing. techno en drum-'n-bass
De podiumzaal biedt plaats aan 220 bezoekers. Jaarlijks treden er zo'n 200 bands op.
Optredens en feesten hebben een sterk (boven)regionaal karakter.
Sinds 2016 staan de activiteiten van Stichting Cultuur in Helmond voor Muziekcafé Helmond beschreven bij Fonds Podiumkunsten.
Per 1 januari 2020 is het podium van Muziekcafé door Fonds Podiumkunsten aangemerkt als Kernpodium C

## Programma/activiteiten
In Muziekcafé wordt wekelijks, elke dag van het weekend, een breed scala aan activiteiten georganiseerd op het gebied van muziek, film, theater.
- Pop- en rockconcerten (o.a. rock, blues, singer/songwriter, metal, folk, rockabilly, reggae)
- Jamsessies (open podium voor muzikanten)
- Stage Experience (open podium voor band die zich vooraf opgeven)
- Dansfeesten (techno, Drum-'n-bass, 80's avond, funkavonden etc...)

Enkele namen die in Muziekcafé een optreden hebben verzorgd:
- Anneke van Giersbergen (ex The Gathering)
- Band of Friends (band van Rory Gallagher)
- Ben Poole
- Big Pete (The Red Devils)
- Blaze Bayley (ex Iron Maiden)
- Boo Boo Davis
- BZB
- Candybar Planet
- Def Americans
- Dick Dale
- Gene Taylor (The Red Devils)
- Hootenanny Jim (Ad van Meurs)
- Jan Akkerman (Focus & Brainbox)
- Mark Foggo
- Mike Tramp (White Lion & Freak of Nature)
- Mooon
- Nick Oliveri (ex Queens of the Stone Age)
- Nona
- Phil Bee's Freedom
- Sisters of Suffocation
- Voltage

## Organisatie
De exploitatie van de bar is in handen van vof Muziekcafé Helmond en de programmering van de popzaal wordt verzorgd door Stichting Cultuur in Helmond. Licht- en geluidtechniek, garderobe, kaartcontrole, backstagebegeleiding van artiesten, het rondbrengen van programmaposters en -flyers wordt verricht door een combinatie van betaalde krachten en vrijwilligers.

## Geschiedenis
Tot midden jaren negentig ontbrak het in Helmond aan een poppodium voor de wat oudere jongeren. Helmond had wel een vrij nieuw jongerencentrum "Plato" dat weer voorgekomen was uit jongerensoos "Roadhouse", maar dat bleek het mikpunt van organisatorisch en politiek gesteggel. Plato werd in 2009/2010 hernoemd tot "Lakei" en dat ging op haar beurt weer over in 2014 naar Popzaal De Cacaofabriek. In 1996 werd uiteindelijk Muziekcafé geboren op een locatie dat daarvoor ook al diverse soorten horeca huisvestte, zoals Club Zazou, Chic, Charlees Too en De Schob. Na een wisseling van exploitanten in 2014 werd de programmering overgedragen aan Stichting Cultuur in Helmond.

## Trivia
- De Nederlandse radiomaker en televisiepresentator Frits Spits begon zijn carrière in de voorloper van Muziekcafé, gemaand De Schob (op hetzelfde adres). In zijn boek Zestig strepen: De soundtrack van mijn leven refereert hij diverse keren daaraan.